# Sasha Sokolov
Pour les articles homonymes, voir Sokolov.
Sasha Sokolov (en russe : Са́ша Соколо́в) est le nom de plume de l'écrivain postmoderniste Alexandre Vsevolodovitch Sokolov (en russe : Алекса́ндр Все́володович Соколов), né le 6 novembre 1943 à Ottawa,. Il reçoit le prix Andreï Biély en 1981 et le prix Alexandre Pouchkine en 1996. D'après des opinions de nombreux critiques littéraires et lecteurs, l'un des plus grands écrivains russes de la deuxième moitié du XXe siècle.

## Biographie
Fils de Vsevolod Sokolov (1913-2000), fonctionnaire de l'ambassade soviétique au Canada, Sasha Sokolov naît à Ottawa. La famille rentre à Moscou en 1946, le père perd son poste lorsque Igor Gouzenko révèle l'existence au Canada de plusieurs réseaux d'espionnage soviétiques. Sasha Sokolov termine sa scolarité à l'école no 596 de Moscou. Il commence les études à l'Institut militaire des langues étrangères de Moscou en 1962, mais abandonne en 1965. En 1967, il entre à la Faculté de journalisme de l'université de Moscou dont il sort diplômé en 1971. Il travaille pour l'hebdomadaire Literatournaïa gazeta en 1969-1971. Il est correspondant de nombreux périodiques : Novorossiïski Rabochi (1967), Kolkhoznaïa pravda (1967-1968), Literatournaïa Rossia (1969-1971), Studentcheski meridian (1970-1971), Leninskaïa pravda (1974). Sa carrière de journaliste n'est pas régulière, il exerce toute sorte métiers : garde-chasse, tourneur-aléseur, gardien de nuit, préparateur de corps à la morgue.
En 1973, il termine son premier roman L'École des idiots. En 1975, il obtient la permission de quitter l'Union soviétique et part pour l'Autriche. Son roman est publié en 1976 par les éditions Ardis Publishing spécialisées en littérature russe. Il déménage aux Etats-Unis. Le livre reçoit les critiques favorables notamment de Vladimir Nabokov qui le trouve enchanteur, touchant et tragique. En 1977, il devient sujet canadien.
Après la publication de ses romans Entre le chien et le loup (1980) et Palissandrie (1985) son écriture connait un ralentissement et il acquiert une réputation de J. D. Salinger russe.
Le texte de L'École des idiots circule parmi les lecteurs soviétiques dès le début des années 1980 grâce au système de samizdat. Ensuite Tatiana Tolstaïa plaide la cause de Sokolov auprès du comité de rédaction du magazine Ogonek ce qui aboutit à la publication de quelques extraits du roman, avec l'introduction de Tolstaïa, en août 1988. À cette occasion, la critique littéraire Natalia Ivanova, dans une interview, caractérise Sokolov comme écrivain accompli doté d'une vision idiosyncratique, qui n'a pas d'analogues dans la littérature russe contemporaine. Toutefois c'est seulement en 1989, qu'on publie le texte intégral dans le magazine Oktiabr.
Il retourne brièvement en Union soviétique en 1989, pour voir ses parents. À l'ère de la pérestroïka il adhère à l'association d'écrivains soviétiques Aprel [Avril] qui soutient l'action de Mikhaïl Gorbatchev.

## Œuvres

### Romans
- 1973 : L'École des idiots (Школа для дураков)
- 1980 : Entre le chien et le loup
- 1985 : Palissandrie[7]
- 2012 : In the House of the Hanged. Essays and Vers Libres